# 克拉姆斯敦 (印第安納州)
克拉姆斯敦（英語：Crumstown）是位於美國印第安納州拉波特縣和聖約瑟夫縣的一個非建制地區。

## 歷史
當地郵局1875年成立，1918年關閉。